# Der Himbeerpflücker
Der Himbeerpflücker ist eine österreichische Verwechslungskomödie aus dem Jahr 1965. Es ist eine Verfilmung des gleichnamigen Theaterstücks von Fritz Hochwälder. Die Handlung des Fernsehfilms spielt ausschließlich im Gasthof Zum weißen Lamm in der fiktiven Gemeinde Bad Brauning. Das Ortsbild ist nur im Vorspann zu sehen, ansonsten wurden nur Innendrehs im Gasthof gemacht. Die Musikbegleitung ist am Beginn, in der Mitte und am Ende des Filmes der bei Hitlers Auftritten gespielte Badenweiler-Marsch.

## Handlung
Die Köchin Walpurga (genannt Burgerl) und der psychopathische Hausdiener Zagl sind über die hochstehende, rotgefärbte Frisur von Sieglinde empört, doch sie lässt sich diese Frisur um keinen Preis ändern, weil diese Frisur modern ist. Im Gästezimmer reden Direktor Hütt und Dr. Schnopf über den Einbruch bei einem Juwelier im fiktiven Ort Ganslstadt. Später betritt der Baumeister Ybbsgruber den Raum und redet vom Himbeerpflücker, der ein Massenmörder im wiederum fiktiven Lager Wüstenhofen (eigentlich KZ Mauthausen) gewesen ist und vor dem Ermorden die Häftlinge zum Himbeerenpflücken ausschickte. Dabei behauptet Zagl, den Himbeerpflücker als einziger zu Kriegsende am Waldrand gesehen zu haben. Inspektor Ziereis macht Zagl darauf aufmerksam, dass sich jeder Gast im weißen Lamm in das Meldebuch einzutragen hat. Danach bestellt Schnopf ein Gulasch und währenddessen betritt ein unheimlicher Mann mit seiner Freundin Grappina den Gasthof und verliebt sich sofort in Sieglinde.
Grappina reagiert eifersüchtig. Danach empfängt Zagl die beiden Gäste freundlich, doch als im Meldebuch nichts eingetragen wurde, ändert sich Zagls Miene schlagartig. Er steht stramm und blass im Gesicht vor dem Gast, weil er ihn für den Himbeerpflücker hält. Weil Grappina ihren Koffer vergaß, stürmt Zagl damit in das Zimmer hinauf und sieht eine Menge Gold auf dem Tisch liegen. Der Erste, der von der angeblichen Ankunft des Himbeerpflückers erfährt, ist Dr. Schnopf. Dieser erzählt alles schlagartig herum und die Meldung verbreitet sich nun überall. Doch der Gast ist in Wahrheit der gesuchte Juwelendieb Alexander Kerz. Als der Wirt Steißhäuptl nach Hause kommt, regt er sich zunächst über die Frisur seiner Tochter Sieglinde auf, doch dann erzählt Zagl auch ihm von der Ankunft des Himbeerpflückers. Steißhäuptl ist Ortsgruppenleiter, Bürgermeister, Gastwirt und Kinobesitzer und reagiert erschüttert, Steißhäuptl erinnert Zagl, dass sie die 2 Kisten mit Gold im Katzlsee (eigentlich Toplitzsee) versenkten. Zagl behauptet, dass der Himbeerpflücker das Gold für die Organisation Odessa einsammelt, Steißhäuptl hat zunächst in seinem Verhalten Hitlers Wesensart angenommen und beauftragt Sieglinde, sich mit dem Gast zu treffen, mit ihm einen Spaziergang zur Fuchsenbergruine zu machen, damit sie herausfindet, was er verlangt. Doch die beiden machen auf verliebt und Sieglinde findet nichts heraus.
Steißhäuptl ist zu einer Sitzung abgefahren. Der Rechtsanwalt Dr. Suppinger plant nun, den Himbeerpflücker zu verteidigen und bald erregt der unheimliche Gast großes Aufsehen in Brauning. Der Fabriksdirektor Stadlmeier und Ybbsgruber überreden später Zagl, sich bei ihnen als Hauswart zu bewähren und verkuppeln ihn zwecks Heirat an Burgerl. Darauf reagiert Zagl begeistert und holt später den Himbeerpflücker. Doch Alexander Kerz hat nicht die geringste Ahnung, dass man ihn für einen ehemaligen Massenmörder hält. Er nimmt von Ybbsgruber 10.000 Schilling an und schenkt das Geld bald darauf Zagl, der auch Burgerl verrät, dass er sie heiraten will und zu Dir. Stadlmeier übersiedeln will. Doch Burgerl lehnt alles vehement ab.
Bei der Heimkehr von Steißhäuptl erklärt ihm Insp. Ziereis, dass der Ehrengast seit Jahrzehnten gesucht wird und gibt die wahre Identität des Mannes bekannt. Er soll Ernst Meiche heißen und in Klausenburg geboren sein. Als auch Sieglinde nichts über den Mann herausgefunden hat und Zagl übersiedeln will, ist für Steißhäuptl alles aus. Er betrinkt sich und verschreit vor den Gästen den Missstand, der im Haus herrscht, worauf die Gäste verschwinden. Am nächsten Tag ist Sieglinde beleidigt, weil sie ihren Verehrer nicht sieht und haut ab. Nun soll in das Haus der Ingenieur Bricha wegen des Ehrengastes kommen, damit man ihn loswird, was vorerst Freude bereitet. Als Steißhäuptl mit dem Himbeerpflücker ins Gespräch kommt, gibt er ihm wörtlich bekannt, dass er 8000 Häftlinge im Lager Wüstenhofen ermordet habe, worauf auch Kerz erschüttert reagiert. Steißhäuptl trinkt nun mit „deutschem Sekt“ auf das Wohl des Himbeerpflückers. Doch Kerz wirft seine Freundin Grappina hinaus und verrät danach vor den Herren, dass er Alexander Kerz heißt. Als Zagl ihn holt, blickt Ziereis in den Koffer des Mannes und findet darin Schmuck des Juweliers Rosenberg, bei dem er gestohlen hat. Nun erweist sich endgültig der Irrtum, den Zagl verursachte. Kerz wird nun verhaftet, doch Sieglinde behauptet von ihm, er sei kein Dieb, und ist enttäuscht. Burgerl sagt nun der ganzen Nazi-Gesellschaft die Wahrheit, dass sie selbst auch Verbrecher gewesen sind. Dr. Schnopf liest auch in der Zeitung, dass der wahre Himbeerpflücker verhaftet wurde und dass er Selbstmord beging. Auf diese Meldung stoßen die Herren mit dem Sekt an.